# Leptotyphlops parkeri
Leptotyphlops parkeri är en kräldjursart som beskrevs av  Donald G. Broadley 1999. Leptotyphlops parkeri ingår i släktet Leptotyphlops och familjen Leptotyphlopidae. Inga underarter finns listade i Catalogue of Life.